# Eime (Kvitsøyfjord)
Eime ist eine Insel im Kvitsøyfjord in der Gemeinde Kvitsøy in der norwegischen Provinz Rogaland.
Die felsige Insel erstreckt sich von Südwesten nach Nordosten über etwa 700 Meter bei einer Breite von bis zu 470 Metern bei einer Fläche von insgesamt 0,17 km². Auf der Ostseite der Insel liegt die Bucht Eimebukta, im Süden die kleine Bucht Keila. Die Insel erreicht in ihrem Zentrum eine Höhe von bis zu 28,365 Metern. Dies ist zugleich der höchste Punkt der Gemeinde Kvitsøy. Im Norden liegt die Höhe Skarvaberget, im Südosten Gulenakken.
In ihrer unmittelbaren Umgebung befinden sich diverse kleine Schäreninseln. Im Norden Kobbsloen, im Osten Nodel, Stora Kjeringa und Litla Kjeringa sowie im Westen Keipflua und, getrennt durch den Skotasundet, Eimeskota. Etwas weiter nordöstlich liegt Sveina, südlich der Eimesundet an den sich südlich Ternøya anschließt.
Es wird vermutet, dass eine im Jahr 1146 erwähnte Sankt-Clemens-Kapelle auf Eime stand. Zumindest 1620 bestand sie dann jedoch nicht mehr.
Eime ist seit dem 7. Mai 1982 als Naturschutzgebiet Eime naturreservat ausgewiesen. Schutzzweck ist der Schutz der Seevögel und ihrer Brutstätten sowie allgemein der auf der Insel heimischen Pflanzen und Tiere. Zugleich trat eine bereits seit dem 13. Mai 1938 für das Gebiet bestehende Schutzverordnung außer Kraft. Vom 15. April bis 1. August eines jeden Jahres besteht ein Betretungsverbot. Darüber hinaus gehört die Umgebung der Insel zum Naturschutzgebiet Heglane og Eime.